# Hasting
Hasting (o Aflingus, Afflengo, Haesten, Haestenn, Haesting, Hastein, i Alsting), nascut vers el 810 i mort el 893, fou un cap viking, conegut per a les seves nombroses expedicions a l'imperi franc, però també a la mar Mediterrània. Sovint és esmentat com un fill de Ragnar Lodbrok en les cròniques anglosaxones.
Es va unir als Vikings danesos, i va participar, sota la direcció del cap que aspirava al tron de Dinamarca Horik (Horic o Orik/Oric), als raids del 834 (agost, rebutjat) i 835 (agost, rebutjat, i setembre, victoriós) contra l'illa de Noirmoutier.
Esdevingut cap independent, va destacar per expedicions anuals de pillatge i no vacil·là a tornar allà on havia experimentat un fracàs:
- 838: presa d'Amboise
- 843: s'alia al comte Lambert II, Comte de Nantes i a Nominoe de Bretanya. Són derrotats pel comte Renald de Nantes a la batalla de Messac, però el sorprenen i maten a la batalla de Blain. Confirma la seva aliança amb els bretons i torna Nantes a Lambert.[2]
- 845: raid sobre el Loira i presa d'Ancenis, Angers, Saumur i Chinon, fracassant davant Tours. Deixa un destacament en un camp, i marxa a buscar reforços, que obté al thig del rei de Dinamarca Horik I: torna amb Björn "Costats de Ferro"
- 846: instal·la una base permanent a l'Illa de Noirmoutier.
- 848: pillatge de l'Illa de Ré, Melle, Blaye, Saintes i Angulema
- 849: pillatge de Périgueux, Fronsac, Sainte-Foy, Agen, Montauban; fracàs davant Tarbes; un grup aïllat dels seus vikings és exterminat per pagesos en camp obert.
- 851: pillatge de Blois i Orleans
- 852: pillatge d'Angers, de Tours i de l'abadia de Saint-Martin-de-Tours.
- 854: captura i incendi de Luçon. Hasting hi és assetjat per un cap normand reclutat pel comte de Poitiers, però negocia amb ell i es pot escapar. És derrotat prop de Poitiers pel fill de Carles II el Calb, vingut amb un exèrcit
- 856: Captura d'Orléans el 18 d'agost
- 857: pillatge sistemàtic de la Turena i del Poitou aliat a Pipí II d'Aquitània; la ciutat de Poitiers ha de pagar rescat
- 858: llarg raid contra les costes de la península Ibèrica: La Corunya, Oporto, Lisboa (13 dies de pillatge), Sevilla, Còrdova, Cadis, Algesires, Màlaga, Almeria, Águilas. El continua al Marroc (Nador) i les illes Balears (Palma) i passa l'hivern a la Camarga.
- 859: pillatge de Narbona, Agde, Tarragona, Barcelona, Arle, Marsella i d'algunes ciutats italianes, entre les quals Luna a Etrúria. Segona hivernada a la Camarga
- 860: en el moment del pas de l'estret de Gibraltar, una flota àrab espera els vikings: durant la batalla, diversos drakars són enfonsats. Arribada a Nantes a la tardor
- 862: pillatge de Clermont-ferrand, Llemotges i Tolosa de Llenguadoc
- 863: saqueig d'Angulema. El 4 d'octubre, el comte d'Angulema Turpió és derrotat i mort; expedicions fins a Llemotges, Périgueux i Poitiers
- 864: remuntada del Garona
- 865: pillatge d'Orleans (febrer), de l'Abadia de Fleury i de Poitiers. Temptativa sobre Le Mans, però és derrotat pel comte franc de la regió del Maine.
- 866: pillatge de Le Mans. Els francs arriben durant el saqueig i derroten Hasting a la batalla de Brissarthe, però aconsegueix escapar mentre que Robert el Fort mor al combat.
- 870: fracàs davant Angers; envoltat, capitula i pot retirar-se.
- 872: presa d'Angers, que ocupa. És assetjat per l'exèrcit de Carles II el Calb. Els bretons de Salomó I de Bretanya derroten els francs de Carles el Calb i forcen els vikings de Hasting a capitular desviant el riu Maine i deixant així els drakkars en sec.
- 879: Hasting fou derrotat per Carloman II.[3]
- 882: Hasting accepta esdevenir comte de Chartres.[3]
- 886: participa en una expedició a Flandes
- 892: ven el comtat de Chartres per equipar una flota amb 80 vaixells i marxar a l'assalt d'Anglaterra,[3] sent derrotat a la batalla de Buttington a Powys, l'any 893 per un exèrcit combinat de Gal·les i Mèrcia sota Æthelred, senyor de Mèrcia,[4] i desapareix aquell any següent al Canal de la Mànega.

Va ser el primer dels caps vikings a qui els autors medievals van atribuir l'estratègia de l'home mort per prendre una plaça. Segons Dudon de Saint-Quentin, Hasting va arribar a Luna i, a causa dels seus edificis de marbre de Carrara, la va confondre amb Roma. Pensant que no podia conquerir-la per la força, va simular estar greument malalt i es va fer batejar al monestir de Luni. Pocs dies després, els seus homes van tornar a la ciutat dient que el seu cap havia mort, que volia ser enterrat cristianament i que deixava la seva fortuna personal al monestir. Al final del funeral, Hasting s'alçà del taüt, assassinà el bisbe, i els seus homes, que omplien l'església, es van llençar al saqueig de la ciutat.